# 藤本寿吉
藤本 寿吉（藤本 壽吉、ふじもと とうきち、1855年（安政2年）- 1895年（明治28年））は、日本の建築家。福澤諭吉の甥。

## 経歴
慶應義塾を経て第2期生として工部大学校造家学科（現・東京大学工学部建築学科）に入学。大学校生時代に処女作の慶應義塾塾監局(本部)を手がけた。さらに慶應関係では演説会場として明治開化史に顔を出す明治会堂（1884年）を手掛ける。
1880年（明治13年）同校卒業。翌年、文部省に入省し、日本人建築家として初めての作品、旧文部省庁舎を手掛ける。1884年（明治17年）10月29日に宮内省御用掛、翌年12月28日に内匠寮に入った。箱根離宮（1886年）を担当し、その完成後、三菱に入る。入社してからの三菱内での扱いは実績と実力にふさわしく番頭に続いて6番格に付けているだけでなく、給与面は技術系としては破格の扱い。三菱では師のジョサイア・コンドル設計になる深川別邸の建設を社内でサポートするのが任で、具体的には設計の補助と現場監理のふたつを行っていたことが曾禰達蔵の回想で知られる。
1887年（明治20年）10月、帝国大学（現在の東京大学）初代総長渡辺洪基や辰野金吾、片山東熊、らとともに、「工手学校」（現在の工学院大学）を設立する。
1889年 （明治22年）、英吉利法律學校東京英語學校教塲及事務所手掛ける坂本復經、辰野金吾、中村達太郎らの設計陣に加わる。
深川別邸完成後、完成した1894年（明治27年）の内の十月に病をえて三菱を退社し、兵庫県の須磨で療養生活に入るが、翌1895年（明治28年）八月に夭逝。
上記以外の作品に、慶應義塾演説場、十五銀行、外務省旧庁舎（明治40年）を残す。